# Liste der Biografien/Heint
Liste der Biografien |
Portal Biografien |
Personensuche
# |
A |
B |
C |
D |
E |
F |
G |
H |
I |
J |
K |
L |
M |
N |
O |
P |
Q |
R |
S |
T |
U |
V |
W |
X |
Y |
Z |
?
 
Ha |
Hd |
He |
Hi |
Hj |
Hk |
Hl |
Hm |
Hn |
Ho |
Hr |
Hs |
Ht |
Hu |
Hv |
Hw |
Hy
 
Hea |
Heb |
Hec |
Hed |
Hee |
Hef |
Heg |
Heh |
Hei |
Hej |
Hek |
Hel |
Hem |
Hen |
Heo |
Hep |
Heq |
Her |
Hes |
Het |
Heu |
Hev |
Hew |
Hex |
Hey |
Hez
 
Heia |
Heib |
Heic |
Heid |
Heie |
Heif |
Heig |
Heij |
Heik |
Heil |
Heim |
Hein |
Heip |
Heir |
Heis |
Heit |
Heix |
Heiz
 
Heina |
Heinb |
Heinc |
Heind |
Heine |
Heinf |
Heing |
Heinh |
Heini |
Heink |
Heinl |
Heinm |
Heino |
Heinr |
Heins |
Heint |
Heiny |
Heinz
Die Liste der Biografien führt alle Personen auf, die in der deutschsprachigen Wikipedia einen Artikel haben. Dieses ist eine Teilliste mit 80 Einträgen von Personen, deren Namen mit den Buchstaben „Heint“ beginnt.

## Heint

### Heinta
- Heintalu, Aleksander (1941–2015), estnischer Volksheiler und Autor

### Heinte
- Heintel, Erich (1912–2000), österreichischer Philosoph
- Heintel, Kurt (1924–2002), österreichischer Schauspieler und Hörspielsprecher
- Heintel, Martin (* 1967), österreichischer Geograph
- Heintel, Peter (1940–2018), österreichischer Psychologe und Hochschullehrer

### Heintg
- Heintges, John A. (1912–1994), US-amerikanischer Offizier, Generalleutnant der US-Army

### Heintj
- Heintje (* 1955), niederländischer Sänger und SchauspielerHeintje (* 1955)

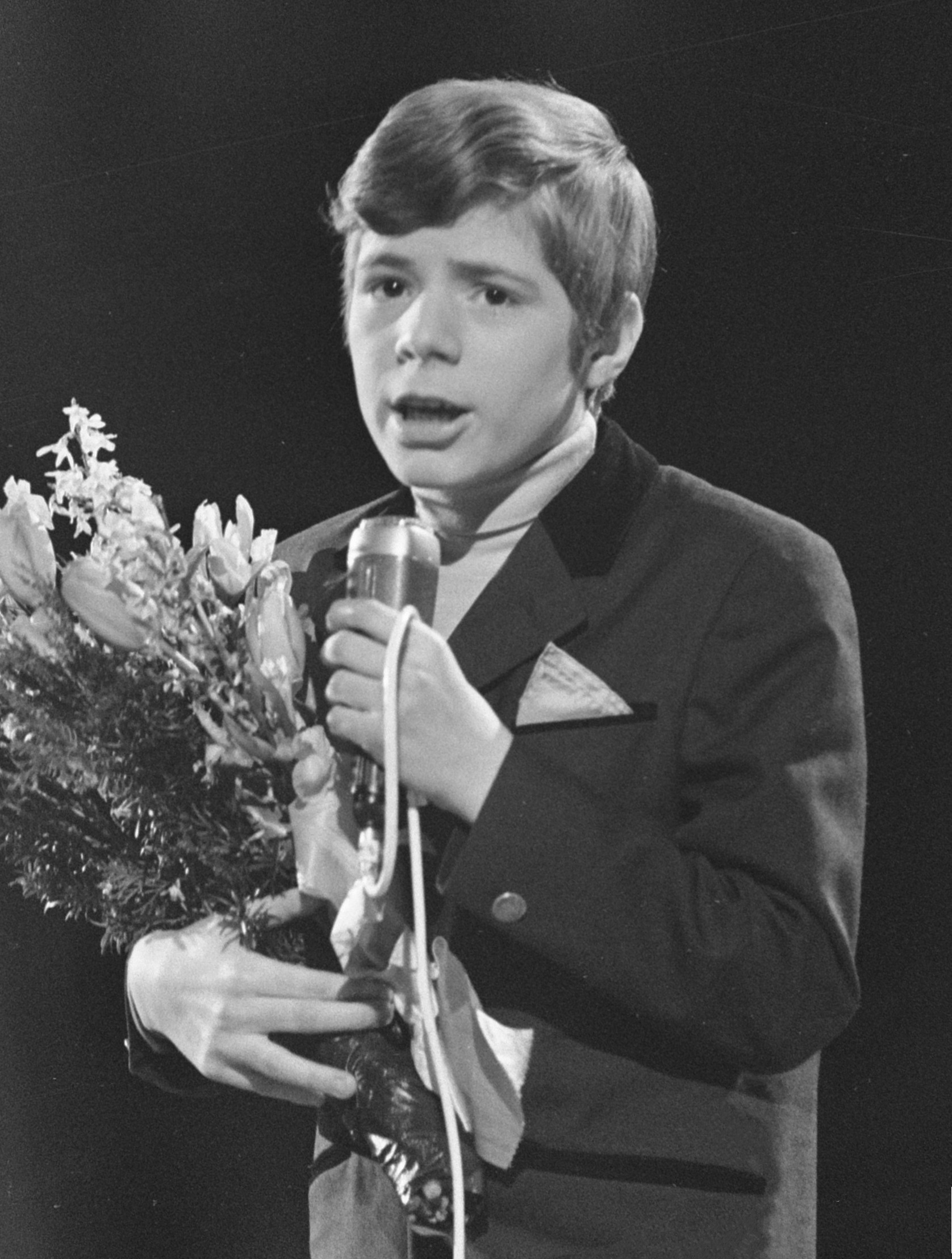
Heintje (* 1955)

### Heintl
- Heintl, Karl von (1798–1873), Universitätssyndikus

### Heints
- Heintschel von Heinegg, Wolff (* 1957), deutscher Jurist
- Heintschel-Heinegg, Bernd von (* 1945), deutscher Jurist und Honorarprofessor an der Universität Regensburg
- Heintschel-Heinegg, Hanns Georg (1919–1944), österreichischer Widerstandskämpfer

### Heintz
- Heintz, Albert (1908–1981), römisch-katholischer Theologe, bischöflicher Geheimsekretär und Domkapitular
- Heintz, Bettina (* 1949), Schweizer Soziologin
- Heintz, Carl Friedrich (1802–1868), deutscher Politiker, bayerischer Landtagspräsident
- Heintz, Daniel der Ältere († 1596), Schweizer Bauingenieur und Architekt
- Heintz, Dominique (* 1993), deutscher Fußballspieler
- Heintz, Eckard (* 1935), deutscher Kulturmanager
- Heintz, Eduard (1881–1974), deutscher Betriebsratsvorsitzender
- Heintz, Emma (1888–1947), deutsche Gründerin der Jenaer Wohlfahrt
- Heintz, Friedrich Leopold von (1790–1875), sächsischer Generalleutnant
- Heintz, Georg (1644–1683), deutscher Rechtswissenschaftler
- Heintz, Georg Anton (1698–1759), mährischer Bildhauer des Barock
- Heintz, Georges (* 1938), deutscher Orgelbauer
- Heintz, Heinrich Wilhelm (1817–1880), deutscher Chemiker
- Heintz, Henri (* 1946), französischer Radrennfahrer
- Heintz, Joachim (* 1961), deutscher Komponist
- Heintz, Joseph der Ältere († 1609), Schweizer Maler
- Heintz, Joseph-Jean (1886–1958), französischer Geistlicher, Bischof von Metz
- Heintz, Karin (* 1936), deutsche Präsidentin der Deutsch-Französischen Gesellschaft für München und Oberbayern
- Heintz, Karl (1897–1978), deutscher Verwaltungsbeamter, Ritter der Bayerischen Tapferkeitsmedaille
- Heintz, Peter (1920–1983), Schweizer Soziologe
- Heintz, Philip (* 1991), deutscher Schwimmer
- Heintz, Philipp (1809–1893), bayerischer Abgeordneter und Jurist
- Heintz, Philipp Casimir (1771–1835), deutscher reformierter Theologe und Historiker
- Heintz, Saskia (* 1966), deutsche Verlagsleiterin, Übersetzerin und Herausgeberin
- Heintz, Tobias (* 1998), norwegischer Fußballspieler
- Heintz, Urbain (1918–1950), luxemburgischer Radrennfahrer
- Heintz, Victor (1876–1968), US-amerikanischer Politiker (Republikanische Partei)
- Heintz, Walter (* 1948), deutscher Fußballspieler
- Heintz, Wilhelm (1888–1966), deutscher Garten- und Landschaftsplaner
- Heintz, Wulff-Dieter (1930–2006), deutscher Astronom
- Heintze, Albert (1831–1906), deutscher Gymnasiallehrer
- Heintze, Anne (* 1960), deutsche Autorin
- Heintze, Beatrix (* 1939), deutsche Ethnologin
- Heintze, Detlef (* 1945), deutscher Schauspieler
- Heintze, Ernst (* 1944), deutscher Mathematiker
- Heintze, Florian von (* 1960), deutscher Journalist
- Heintze, Gerhard (1912–2006), deutscher lutherischer Theologe
- Heintze, Hans (1911–2003), deutscher Kantor und Organist
- Heintze, Hans-Joachim (* 1949), deutscher Jurist und Hochschullehrer
- Heintze, Helga von (1919–1996), österreichisch-deutsche Klassische Archäologin
- Heintze, Horst (1923–2018), deutscher Romanist
- Heintze, Horst (1927–1997), deutscher FDGB-Funktionär und SED-Funktionär, MdV
- Heintze, Jan (* 1963), dänischer FußballspielerJan Heintze (* 1963)

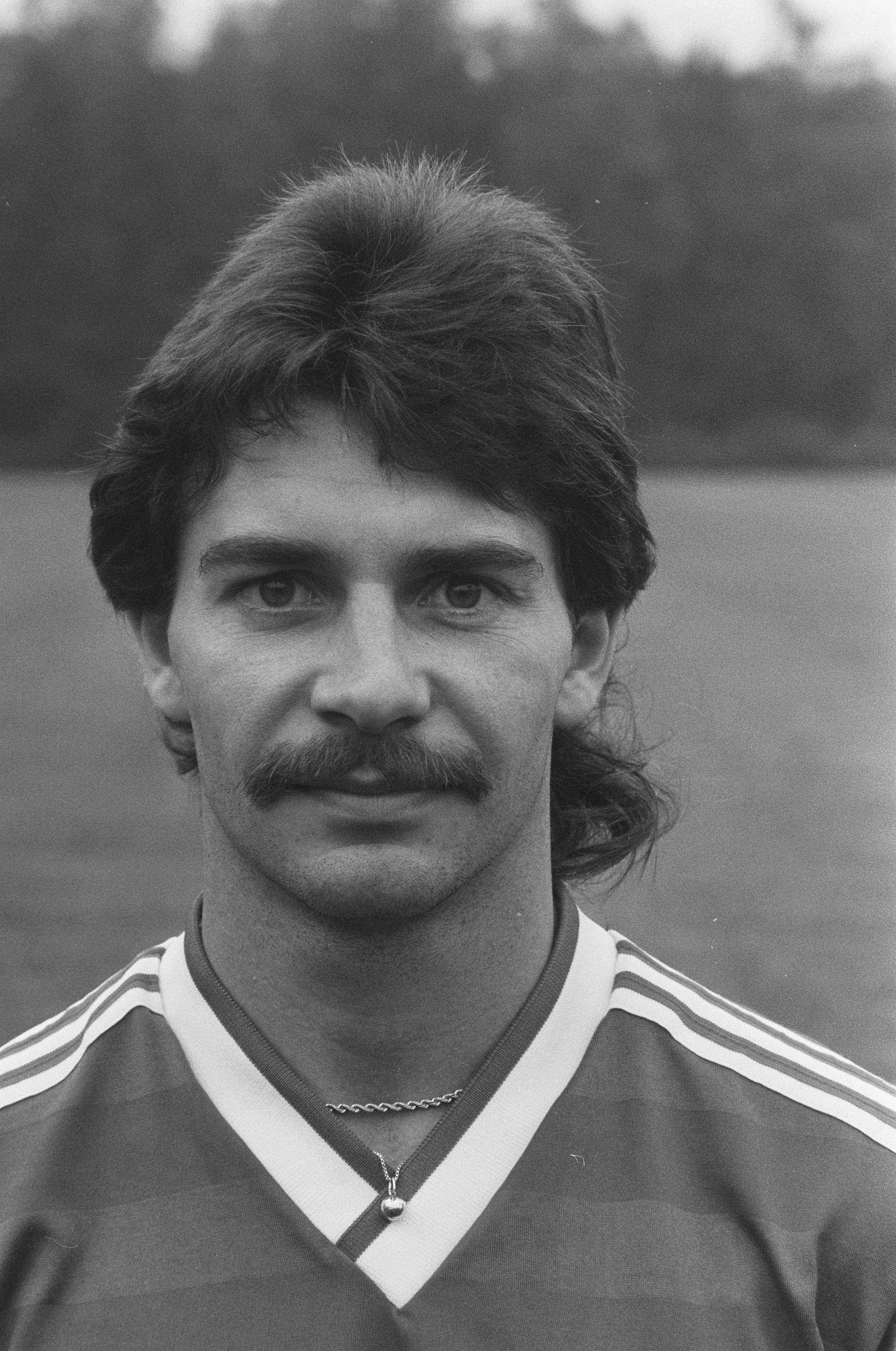
Jan Heintze (* 1963)

- Heintze, Joachim (1926–2012), deutscher Physiker
- Heintze, Johann Adolph von (1829–1904), deutscher Verwaltungsjurist und Landrat
- Heintze, Johann Christian, deutscher Barockmaler in Rudolstadt
- Heintze, Johann Christoph (1696–1747), deutscher Mediziner
- Heintze, Johannes (1881–1973), deutscher Jurist und Ministerialbeamter
- Heintze, Käthe (1889–1973), deutsche Kindergärtnerin und Pädagogin
- Heintze, Manfred (1934–1985), deutscher Designer
- Heintze, Marion (* 1954), deutsche Schachspielerin
- Heintze, Regine (* 1950), deutsche Schauspielerin, Regisseurin, Synchron- und Hörspielsprecherin
- Heintze, Renate (1936–1991), deutsche Schmuckgestalterin
- Heintze, Roland (* 1973), deutscher Politiker (CDU), MdHB
- Heintze, Traugott von (1877–1946), deutscher Verwaltungs- und Kirchenjurist
- Heintze-Weißenrode, Adolf von (1864–1956), deutscher Beamter, Landrat im Kreis Bordesholm
- Heintze-Weißenrode, Ernst von (1862–1951), deutscher Diplomat und Hofbeamter
- Heintze-Weißenrode, Heinrich von (1834–1918), deutscher Forst- und Hofbeamter, Mitglied des preußischen Herrenhauses
- Heintze-Weissenrode, Josias Friedrich Ernst von (1800–1867), holsteinischer Amtmann
- Heintzelman, Samuel P. (1805–1880), US-amerikanischer Generalmajor
- Heintzen, Markus (* 1960), deutscher Rechtswissenschaftler und Professor an der Freien Universität Berlin
- Heintzen, Paul (1925–2009), deutscher Mediziner
- Heintzenberger, Johannes (1531–1581), hessischer Politiker
- Heintzleman, B. Frank (1888–1965), US-amerikanischer Politiker
- Heintzler, Bartholomäus († 1729), österreichischer Orgelbauer
- Heintzmann, Heinrich (1778–1858), deutscher Bergbeamter, Stadtrat
- Heintzmann, Johann Friedrich (1716–1764), deutscher Baumeister (Wernigerode) und Bergmeister bei der Reform des Ruhrbergbaus
- Heintzmann, Julius Philipp (1745–1794), königlich-preußischer Bergrat und Unternehmer
- Heintzsch, Werner (1929–2008), deutscher Schauspieler und Sänger